# زانکت پانکراتس
زانکت پانکراتس (به آلمانی: Sankt Pankraz) یک منطقهٔ مسکونی در اتریش است که در ناحیه کیرشدورف آندر کرمس واقع شده‌است. زانکت پانکراتس ۴۷٫۱ کیلومتر مربع مساحت دارد ۵۳۱ متر بالاتر از سطح دریا واقع شده‌است.